# Thymochares exiguus
Thymochares exiguus är en insektsart som beskrevs av Günther, K. 1974. Thymochares exiguus ingår i släktet Thymochares och familjen torngräshoppor. Inga underarter finns listade i Catalogue of Life.